# 道納姆市場
道納姆市場（Downham Market）是英國英格蘭諾福克郡的一個城鎮和民政教區，位於諾維奇以西39英里，劍橋以北30英里處。道納姆市場面積5.2 km²。2011年人口普查時有人口9,994人。

## 外部連結
- Information from Genuki Norfolk （页面存档备份，存于） on Downham Market.
- Downham Market Town Council （页面存档备份，存于）